# Rambla del Puntalón
La rambla del Puntalón es una rambla de España de la cuenca mediterránea andaluza, que discurre en su totalidad por el territorio del sur de la provincia de Granada. 

## Curso
La rambla del Puntalón nace en la sierra de Lújar, dentro del término municipal de Motril, municipio en el que también desemboca, en la playa del Cañón, entre el puerto de Motril y la localidad de Torrenueva Costa, tras un recorrido de unos 13 km que realiza en sentido nordeste-suroeste. 
Junto con los depósitos del río Guadalfeo y de la rambla de Molvízar, los depósitos de origen aluvial y coluvial de la rambla del Puntalón constituyen fundamentalmente el acuífero costero Motril-Salobreña.